# Dayron Márquez
Dairon Márquez (ur. 19 listopada 1983) – kolumbijski lekkoatleta specjalizujący się w rzucie oszczepem.
W 2001 został wicemistrzem Ameryki Południowej w gronie juniorów. 9 czerwca 2002 wynikiem 70,05 ustanowił rekord Kolumbii w kategorii juniorów, a kilka tygodni później odpadł w eliminacjach mistrzostw świata juniorów. Szósty zawodnik mistrzostw Ameryki Południowej z 2006. W 2008 i 2009 zdobywał srebrne medale czempionatu Ameryki Środkowej i Karaibów. W czerwcu 2010 wywalczył brązowy krążek mistrzostw ibero-amerykańskich, a rok później został wicemistrzem kontynentu południowoamerykańskiego. Wicemistrz igrzysk boliwaryjskich (2013). Wielokrotny mistrz Kolumbii.
Rekord życiowy: 80,61 (30 czerwca 2012, Bogota).

## Osiągnięcia
| Rok  | Impreza                                            | Miejsce        | Pozycja           | Wynik |
| ---- | -------------------------------------------------- | -------------- | ----------------- | ----- |
| 2000 | Mistrzostwa Ameryki Południowej juniorów młodszych | Bogota         | 2. miejsce        | 62,44 |
| 2001 | Mistrzostwa Ameryki Południowej juniorów           | Santa Fe       | 2. miejsce        | 67,35 |
| 2001 | Mistrzostwa panamerykańskie juniorów               | Santa Fe       | 4. miejsce        | 64,18 |
| 2002 | Mistrzostwa Ameryki Środkowej i Karaibów juniorów  | Bridgetown     | 3. miejsce        | 62,86 |
| 2002 | Mistrzostwa świata juniorów                        | Kingston       | el. – 23. miejsce | 60,25 |
| 2006 | Mistrzostwa Ameryki Południowej                    | Tunja          | 6. miejsce        | 69,93 |
| 2008 | Mistrzostwa Ameryki Środkowej i Karaibów           | Cali           | 2. miejsce        | 74,37 |
| 2009 | Mistrzostwa Ameryki Środkowej i Karaibów           | Hawana         | 2. miejsce        | 78,91 |
| 2010 | Mistrzostwa ibero-amerykańskie                     | San Fernando   | 3. miejsce        | 74,77 |
| 2010 | Igrzyska Ameryki Środkowej i Karaibów              | Mayagüez       | 2. miejsce        | 76,31 |
| 2011 | Mistrzostwa Ameryki Południowej                    | Buenos Aires   | 2. miejsce        | 73,15 |
| 2011 | Mistrzostwa Ameryki Środkowej i Karaibów           | Mayagüez       | 3. miejsce        | 74,07 |
| 2012 | Mistrzostwa ibero-amerykańskie                     | Barquisimeto   | 4. miejsce        | 75,15 |
| 2012 | Igrzyska olimpijskie                               | Londyn         | el. – 26. miejsce | 77,59 |
| 2013 | Igrzyska boliwaryjskie                             | Trujillo       | 2. miejsce        | 73,84 |
| 2014 | Igrzyska Ameryki Południowej                       | Santiago       | 3. miejsce        | 75,11 |
| 2014 | Mistrzostwa ibero-amerykańskie                     | São Paulo      | 1. miejsce        | 78,80 |
| 2014 | Igrzyska Ameryki Środkowej i Karaibów              | Xalapa         | 4. miejsce        | 75,68 |
| 2015 | Mistrzostwa Ameryki Południowej                    | Lima           | 4. miejsce        | 74,10 |
| 2015 | Igrzyska panamerykańskie                           | Toronto        | 6. miejsce        | 75,86 |
| 2016 | Mistrzostwa ibero-amerykańskie                     | Rio de Janeiro | 2. miejsce        | 80,08 |